# Museu do Traje em Viana do Castelo
O Museu do Traje foi criado em 1997 e está localizado no centro histórico de Viana do Castelo.
Está instalado num edifício construído entre 1954 e 1958, com características arquitetónicas do “Estado Novo”, onde funcionou até 1996 a delegação do Banco de Portugal.

Este museu tem como principal objectivo divulgar a identidade e o património etnográfico vianense, utilizando traje de Viana que é dos símbolos mais importantes da cultural dessa cidade.

1. ↑  «Museu do Traje - Apresentação - Câmara Municipal de Viana do Castelo». Museu do Traje - Apresentação - Câmara Municipal de Viana do Castelo. Consultado em 27 de maio de 2019